# Heather Moody
Heather Moody (Rexburg, 21 agosto 1973) è un'ex pallanuotista statunitense, vincitrice di una medaglia d'argento ai giochi olimpici di Sydney 2000, e di una medaglia di bronzo ad Atene 2004.